# 石崎巧
石崎 巧（いしざき たくみ、1984年7月6日 - ）は、福井県福井市出身の元プロバスケットボール選手である。ポジションはポイントガード、シューティングガード。188 cm、85 kg。

## 来歴
2000年に北陸高校に進学。3年生時の2002年茨城インターハイで優勝。。ウィンターカップでは竹内兄弟擁する洛南高校に僅差で敗れたものの準優勝。2003年、東海大学に進み、同期の竹内譲次らとともに全日本大学バスケットボール選手権大会連覇を達成。

### JBL
2007年、東芝に入社。2009年にバスケットボール男子日本代表に選出される。ルーキーシーズンより主力として34試合に出場。オールスターにも2季連続で選出されている。2009年にバスケットボール男子日本代表に選出される。
2010年3月に東芝を退社し、ドイツの下部リーグに挑戦したが契約はできず、日本に帰国して日本代表に途中合流した。

### bjリーグ
同年8月30日、bjリーグ入りのために必須となる合同トライアウトを受験していないが、日本代表選手でもあるため特例措置として「リーグ保有選手」扱いになり、入札により島根スサノオマジックに入団することが決まった。これまで日本バスケットボール協会と対立していたbjリーグには現役日本代表選手がいなかったが彼がその第1号となった。なお2011年のドラフト対象となる。この件に関するbjリーグからの事前の告知等は一切無く、島根との契約が締結され、すべてが終わった後になってから全てが発表されている。2010年度年間ベスト5賞にbjリーグ所属選手初の選出。

### ドイツへ
2011年ドラフトで島根に全体6位で指名される。昨年同様欧州への挑戦を表明しており、不調に終わった場合に再契約を結ぶ見込みである。その後、ドイツリーグ2部のBVケムニッツ99と契約。
2013年、ドイツ1部リーグのMHPリーゼン・ルートヴィヒスブルクと契約。10月6日、1部デビューを果たした。シーズン計で7試合に出場。

### 日本復帰
NBL2014-15シーズン開幕後の2014年10月に三菱電機（現在の名古屋ダイヤモンドドルフィンズ）に加入した。
2016年にNBLとbjリーグが統合し、プロバスケットボールリーグ「B.LEAGUE」が発足。三菱電機もプロチームである「名古屋ダイヤモンドドルフィンズ」に生まれ変わる。2016年-2017年シーズン、名古屋Dでは主将を務めた。
しかし、2017年オフに三菱電機時代から過ごしてきた名古屋Dを退団。琉球ゴールデンキングスへ移籍する。

## 日本代表歴
大学3年生時2005年ユニバーシアードに出場。東芝加入後にも2007年ユニバーシアードに出場しベスト4。
2009年、バスケットボール男子日本代表に選出され、小牧市で行われた東アジア選手権で3位。中国・天津で行われたFIBAアジア選手権は負傷のため外れた。12月、香港で開催された東アジア競技大会に出場。
2010年はレバノンのベイルートで開催された2010年FIBAアジアスタンコビッチカップで準優勝。広州アジア大会では4大会ぶりのベスト4入りに貢献。
2011年は南京で開催された東アジア選手権で準優勝。武漢で開催されたFIBAアジア選手権（兼ロンドンオリンピック予選）は7位。
2014年、3年ぶりに代表に復帰し、FIBAアジアカップで6位。仁川アジア大会では4大会20年ぶりの3位入賞に貢献した。

## 経歴
- 北陸高 - 東海大学 - 東芝（2007年〜2010年）- 島根（2010年〜2011年） - BVケムニッツ99（2011年〜2013年） - ルートヴィヒスブルク（2013年〜2014年） - 三菱電機/名古屋D（2014年〜2017年） - 琉球（2017年～）

## 記録
| シーズン         | チーム         | GP | GS | MPG  | FG%  | 3P%  | FT%  | RPG | APG | SPG | BPG | TO  | PPG  |
| ---------------- | -------------- | -- | -- | ---- | ---- | ---- | ---- | --- | --- | --- | --- | --- | ---- |
| 2007-08          | 東芝           | 34 |    | 27.3 | .391 | .323 | .750 | 2.7 | 2.8 | 0.9 | 0.1 | 2.6 | 9.3  |
| 2008-09          | 東芝           | 35 |    | 27.9 | .495 | .400 | .730 | 3.5 | 2.9 | 0.8 | 0.2 | 2.3 | 12.7 |
| 2009-10          | 東芝           | 39 |    | 26.0 | .458 | .368 | .745 | 2.5 | 2.9 | 0.9 | 0.1 | 1.9 | 11.1 |
| 2010-11          | 島根           | 44 |    | 34.6 | .422 | .370 | .744 | 3.5 | 4.8 | 1.1 | 0.3 | 2.3 | 12.5 |
| 2011-12          | BVC            |    |    |      |      |      |      |     |     |     |     |     | 13.7 |
| 2012-13          | BVC            | 29 | 29 | 32.1 | .444 | .379 | .739 | 2.1 | 3.7 | 0.8 | 0.1 | 2.3 | 12.9 |
| 2013-14          | LUD            | 7  | 0  | 9.9  | .222 | .154 | .500 | 0.4 | 1.1 | 0.3 | 0.0 | 0.4 | 2.1  |
| 2014-15          | 三菱電機名古屋 |    |    |      |      |      |      |     |     |     |     |     |      |
| 2015-16          | 三菱電機名古屋 |    |    |      |      |      |      |     |     |     |     |     |      |
| B1リーグ 2016-17 | 名古屋D        |    |    |      |      |      |      |     |     |     |     |     |      |